# パナマにおけるコーヒー生産
パナマでは国内の消費量がそれほど多くなかった時期から太平洋沿岸地域一帯で自生していたが、パナマにおけるコーヒー生産が開始されたのは20世紀初頭のボケテにおいてである。国際コーヒー機関（ICO）はパナマで生育しているコーヒーをマイルドなアラビカコーヒーノキに分類している。パナマで最も高品質なコーヒーが栽培されているのがボケテである。2008年のコーヒー・レビューでは、2つのパナマのコーヒーの銘柄が高く評価され、コスタリカのコーヒーよりも高値で取引されている。

## プランテーション

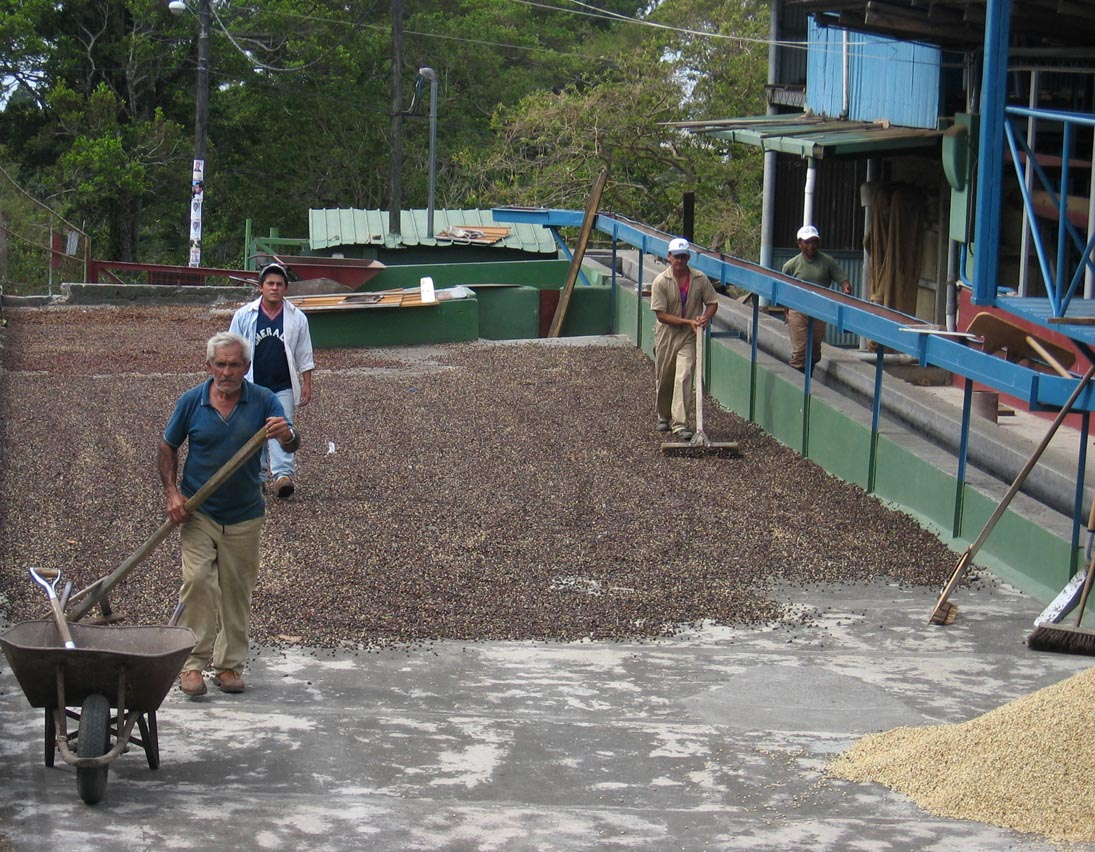
Cafe Ruizのアルトボケテ農園での伝統的なコーヒーの乾燥作業

栽培されているコーヒーの82パーセントはアラビカ種であり、残りの18パーセントがロブスタ種である。アラビカ種はチリキ県の標高2,300フィート (700 m)から3,500フィート (1,100 m)の高地 で栽培されており、パナマ産のコーヒーで最高品質とされている。ここで栽培されるコーヒーは辛味があり、香りが良く、酸味はマイルドと言われている。コーヒー農園の中でも、Café Ruizが最も歴史があり、最も評価されている。少量生産する農園のCafé Kotowa （Kotowaは"山"の意味）はスコットランド人移民によって100年以上前に設立された。ボケテには国内最大のコーヒー生産工場が所在する。

## 生産量
2013年の国際連合食糧農業機関（FAO）の統計によると、パナマのコーヒー生産量は10,100トンであり、これは世界の生産量の約0.1パーセントにあたる。作付面積は22,400ヘクタール (55,000エーカー)であり、1ヘクタールあたりの生産高は4509ヘクトグラムである。1961年から2015年のコーヒー生産の統計によると、最低値は1961年の402トンであり、最高値は1985年の1422トン、最新の2014年の510トンである。Gnabes Bougleと呼ばれているチリキ県とボカス・デル・トーロ県の両県にまたがって居住する先住民は、総じてコーヒー生産により生計を立てている。
パナマ政府は主要輸出品目であるコーヒーの苗木とコーヒー豆を病害や虫害から守る政策を講じている。2013年にはコーヒー錆病、Ojo de Gallo、コーヒーノミキクイムシによって20,097ヘクタール (49,660エーカー)のコーヒー農園が甚大な被害を受けている。

## 脚註
1. 1 2  Graham, Harry Crusen (1912). Coffee: Production, trade, and consumption by countries (Public domain ed.). Government Printing Office. p. 47
2. ↑  “Coffee producing countries by ICO quality group”.   International Trade Centre. 2015年6月3日閲覧。
3. 1 2 3 4  Baker & Mingasson 2007, p. 198.
4. ↑  Wood 2009, pp. 215–17.
5. 1 2 3  “2013 Emergency declaration on Coffee production in Panama” (pdf).   USDA Foreign Agriculture Service (2013年4月23日). 2015年6月3日閲覧。
6. 1 2  Schreck 2007, p. 234.
7. ↑  Woods 2005, p. 215.
8. 1 2  “Panama: Coffee, green, production quantity (tons)”.   Factfish.com. 2015年6月3日閲覧。
9. ↑  “Panama Green Coffee Production by Year”.   Indexmundi.com. 2015年6月3日閲覧。